# Allée couverte de Kernescop
L' allée couverte de Kernescop est située à Lohuec dans le département français des Côtes-d'Armor.

## Protection
L'ensemble est classé au titre des monuments historiques en 1964.

## Description
L'allée couverte est orientée sud-est/nord-est. Elle s'étire sur 12,90 m de long pour une largeur comprise entre 1,20 m à l'entrée et 1,70 m au centre. Dégagée des pierres et de la terre qui la comblaient en 1897, la chambre est haute de 1,15 m «mais 50 ans plus tôt, un homme pouvait y tenir debout». Trois orthostates supportent une table de couverture (3,10 m de long pour 1,95 m de large).